# Kościół Nawrócenia św. Pawła w Lublinie

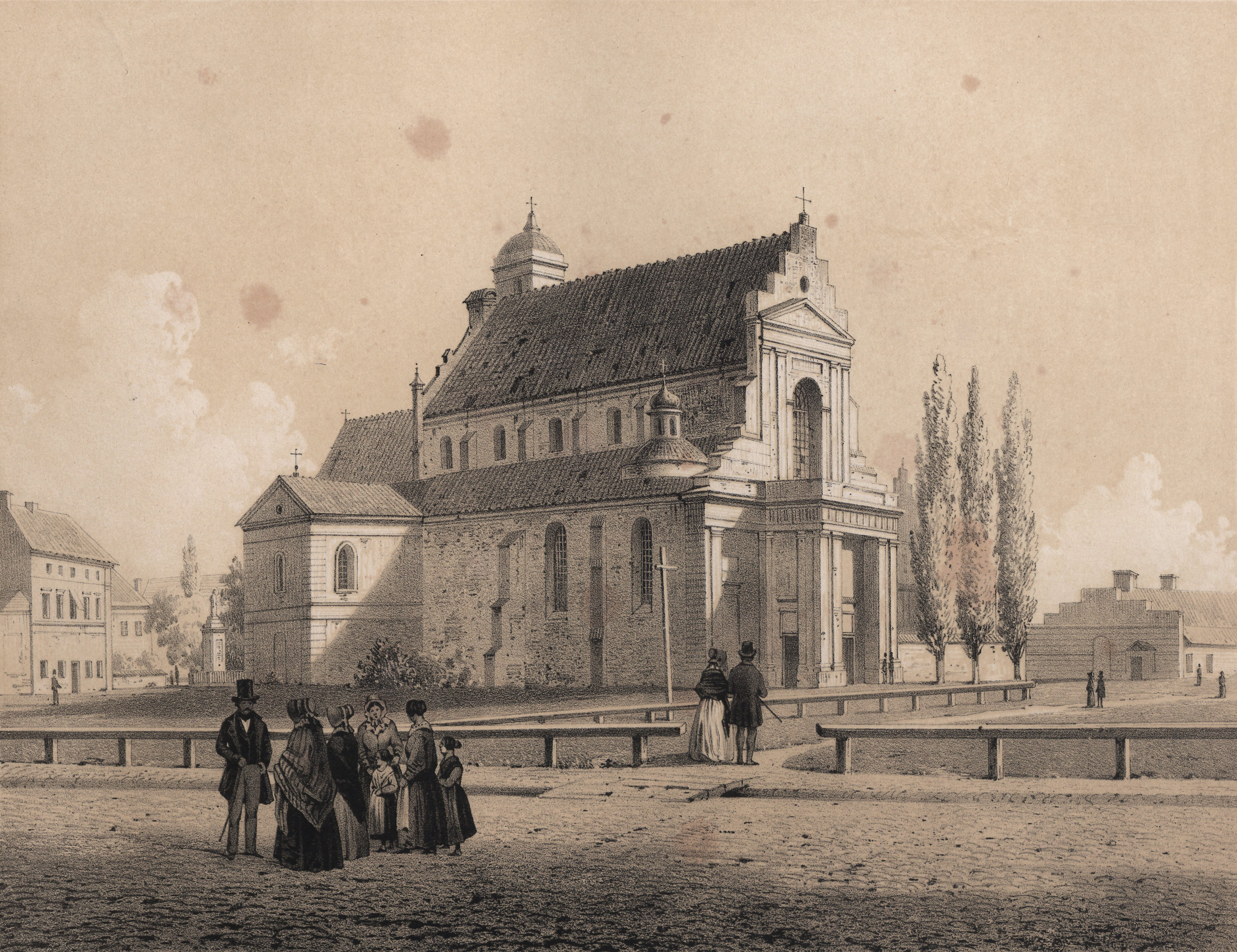
Kościół na litografii Adama Lerue (ok. 1858)

Kościół Bernardynów pod wezwaniem Nawrócenia św. Pawła w Lublinie – kościół murowany, wzniesiony w latach 1470–1497, a następnie odbudowywany po pożarach w latach 1557–1569 oraz 1602–1630 (bud. Rudolf Negroni i Jakub Balin). Kolejne remonty odbywały się w latach 1762 i 1790; w roku 1827 miało miejsce przebudowanie szczytu zachodniego i dobudowa kruchty. Następne remonty w latach 1850–1860, w roku 1903 nastąpiła przebudowa fasady i obniżenie dachu. Kościół kilkakrotnie remontowany również w XX wieku. Znajduje się przy ul. Bernardyńskiej 5.

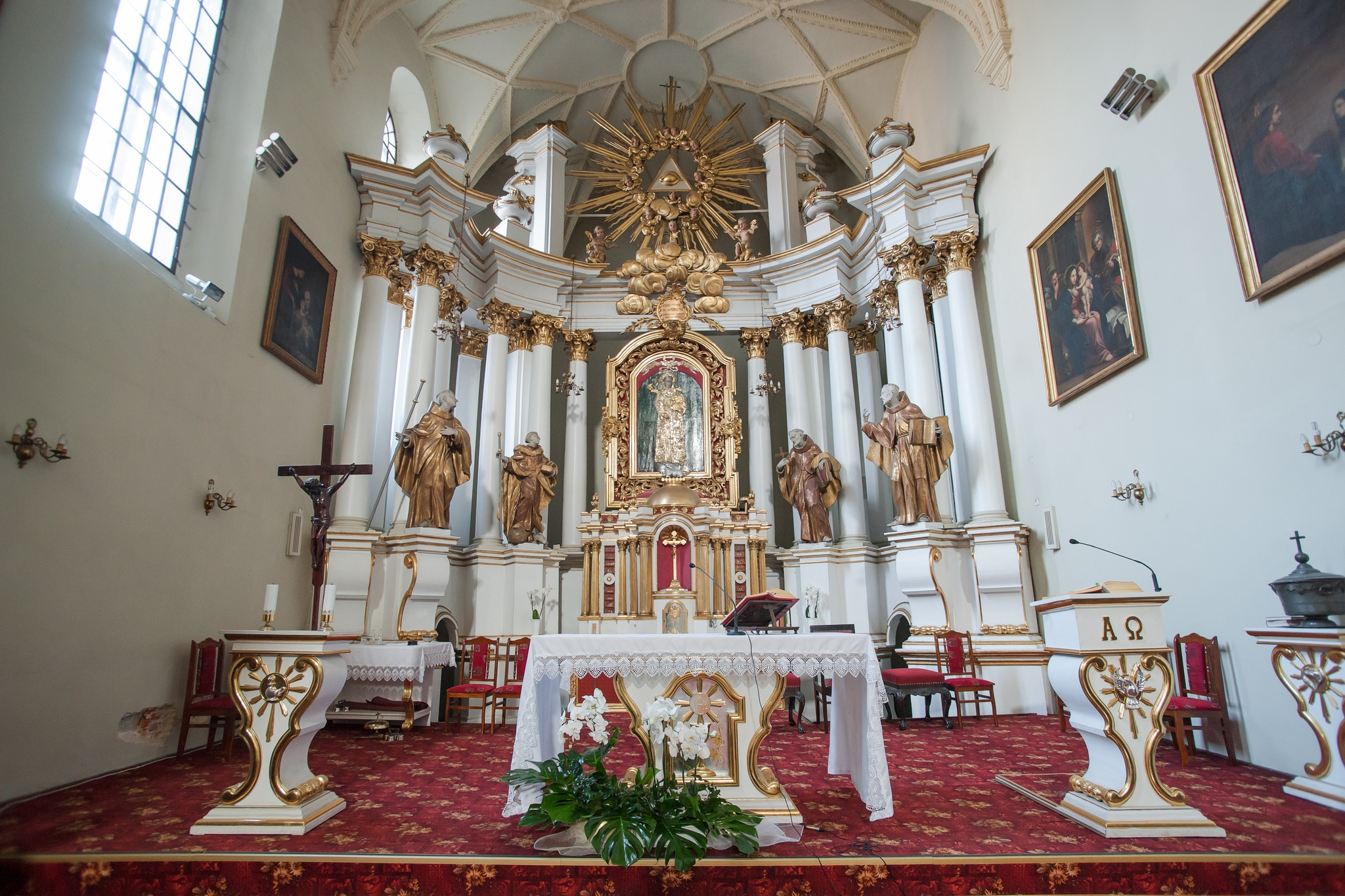
Ołtarz główny